# فندق بوليفار الكبير

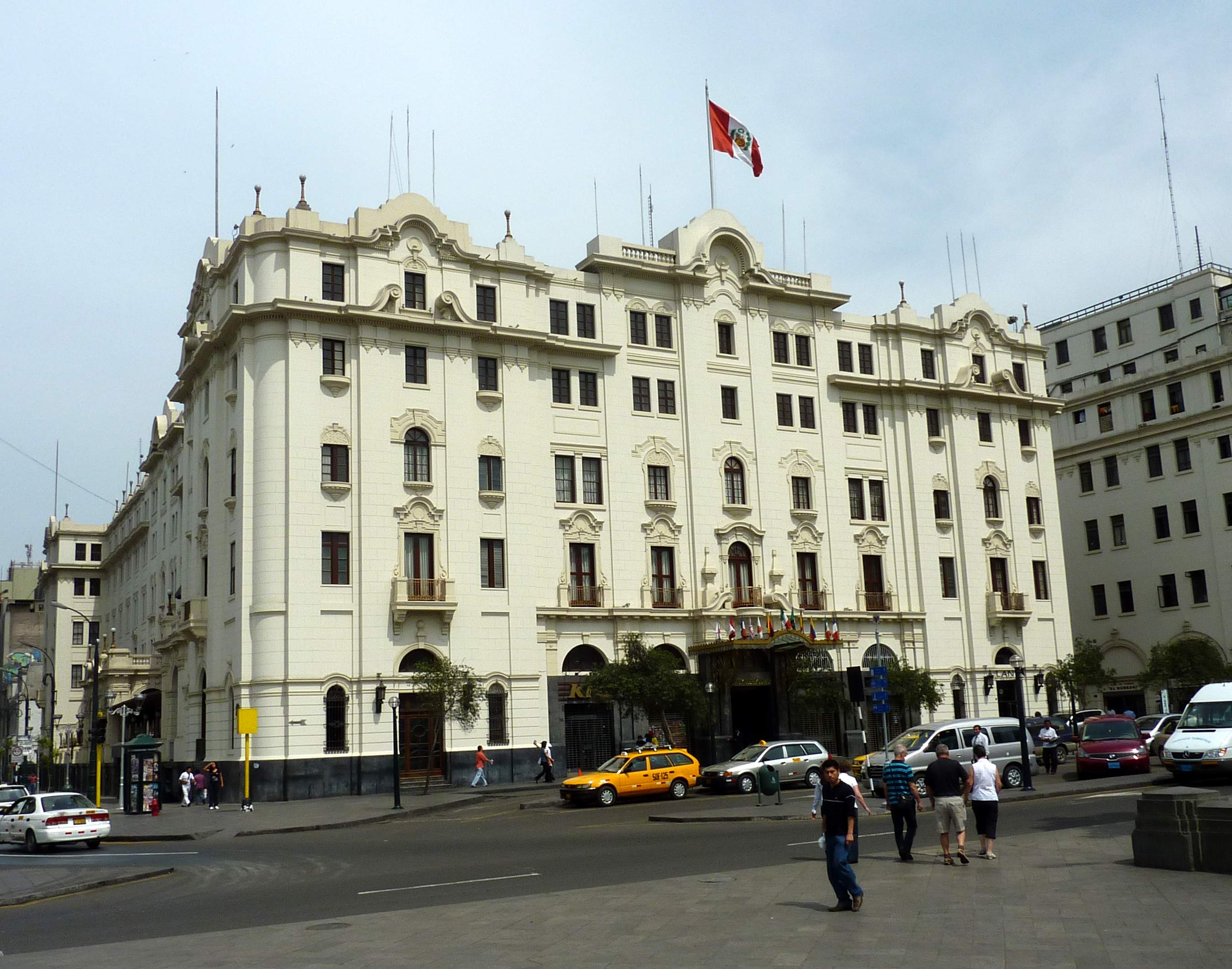
فندق بوليفار الكبير قبالة بلازا سان مارتن.

فندق بوليفار الكبير (بالإسبانية: Gran Hotel Bolívar)‏ هو فندق تاريخي يقع في بلازا سان مارتن في ليما، بيرو. تم بناؤه من قبل المهندس المعماري البيروفي الشهير رافائيل ماركوينا في عام 1924 وكان أول فندق كبير وحديث تم بناؤه في ليما.
بُنِي الفندق كجزء من برنامج لتحديث ليما على ممتلكات الدولة، واُفتُتِح في 6 ديسمبر 1924، احتفالاً بمرور الذكرى المئة على معركة أياكوتشو، وهي مواجهة عسكرية حاسمة خلال حرب الاستقلال البيروفية. اُفتُتِحت الساحة نفسها في 27 يوليو 1921، خلال الاحتفال بالذكرى المئوية لاستقلال بيرو.
في أربعينيات وخمسينيات القرن العشرين، اجتذب الفندق نجوم أفلام هوليوود مثل أورسون ويلز وآفا غاردنر وجون واين، حيث اكتشف الكثيرون أيضاً الكوكتيل المحلي، بيسكو سور.

## معرض صور

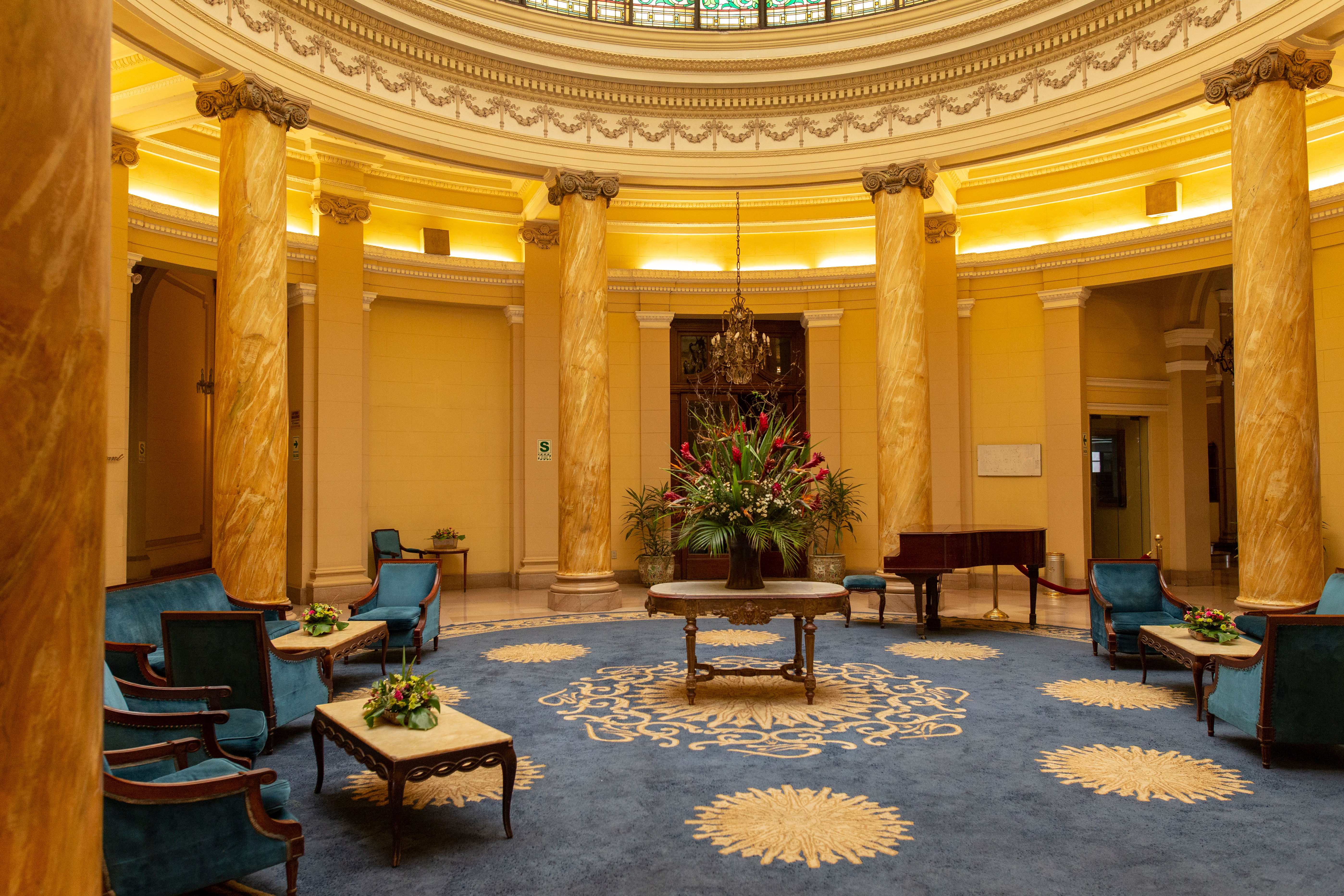
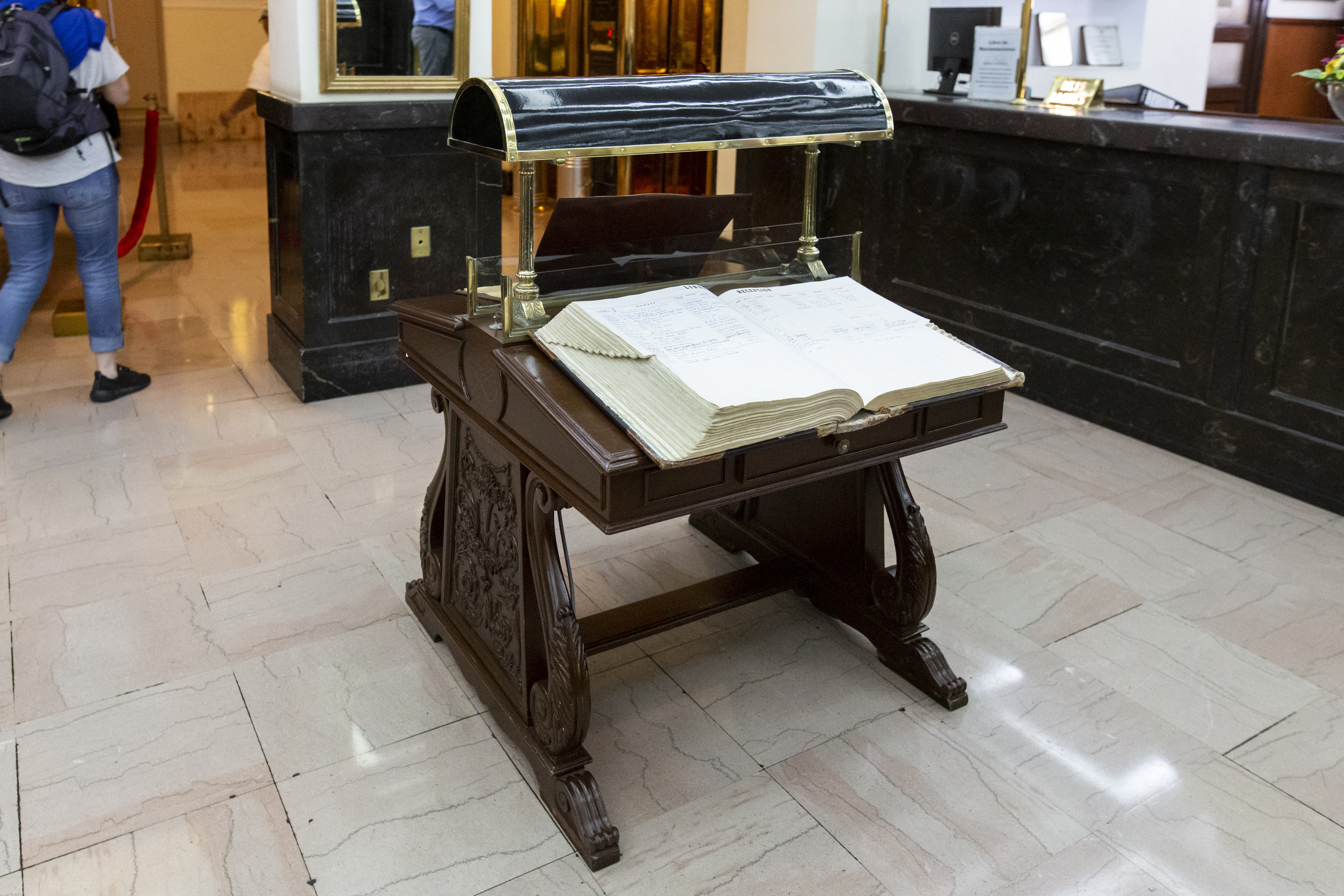
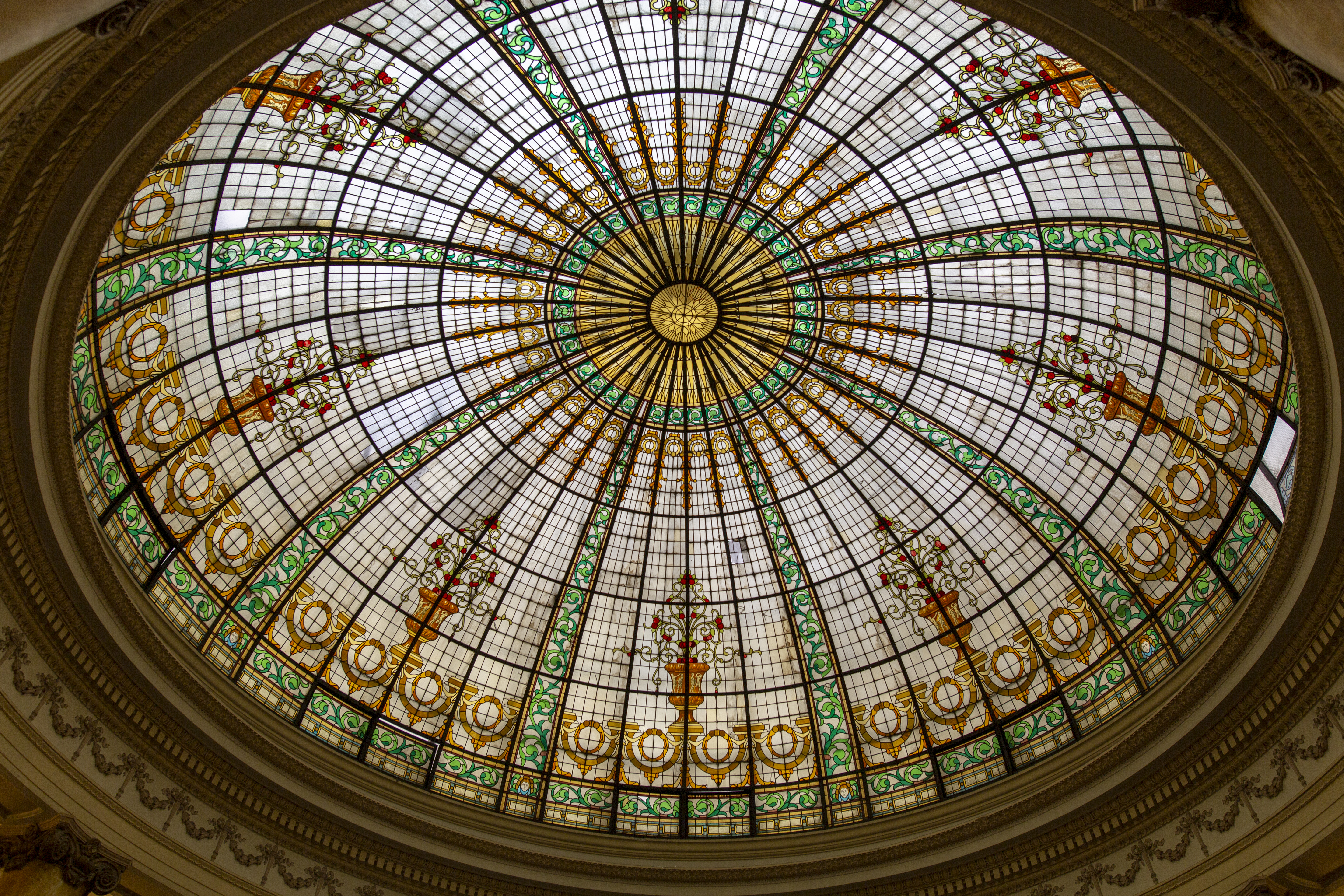
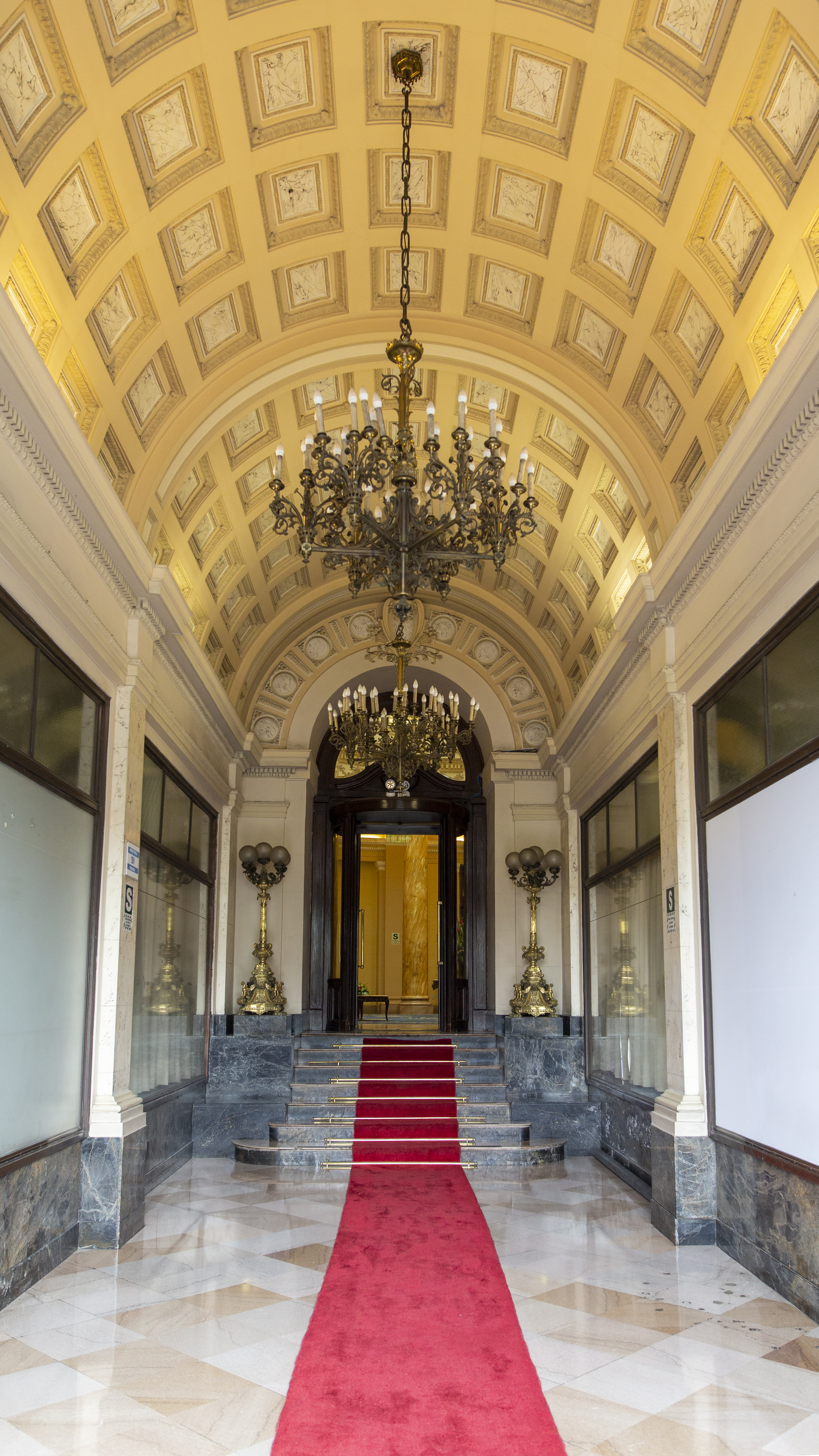
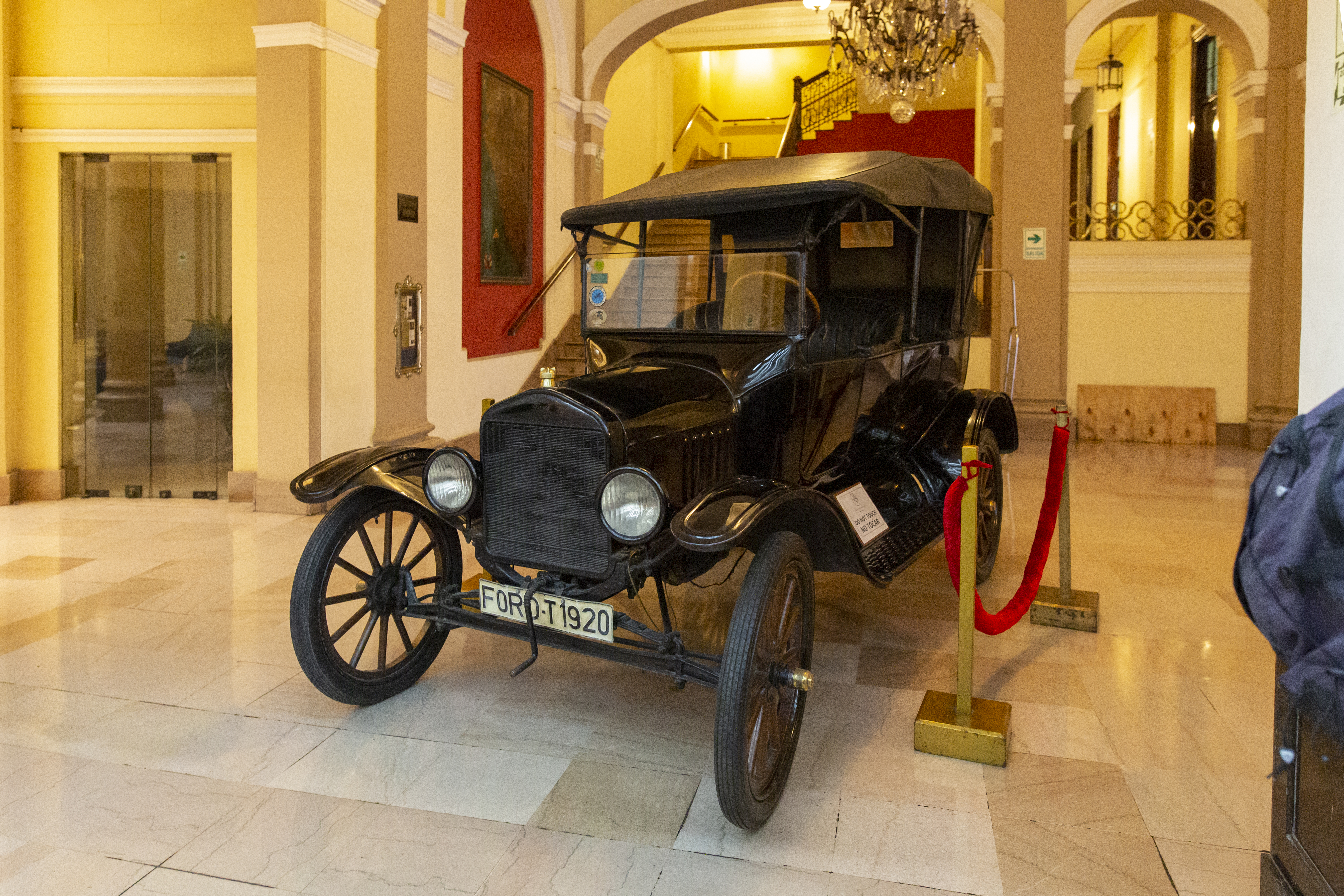

### قراءة معمقة
- García Bryce, José (1980), "La Arquitectura del Virreinato y La República". En: Historia del Perú, tomo XII, Lima: Editorial Juan Mejía Baca.
- Jiménez Campos, Luis؛ Santiváñez Pimentel, Miguel (2005). Rafael Marquina, arquitecto. ISBN:9972-794-09-1. مؤرشف من الأصل في 2008-05-07. {{استشهاد بكتاب}}: الوسيط غير المعروف |المحررين= تم تجاهله (مساعدة)

## وصلات خارجية
- Gran Hotel Bolivar - official website